# Penn (Pennsilvània)
Penn és una població dels Estats Units a l'estat de Pennsilvània. Segons el cens del 2000 tenia 460 habitants.

## Demografia
Segons el cens del 2000, Penn tenia 460 habitants, 182 habitatges, i 133 famílies. La densitat de població era de 1.184 habitants/km².
Dels 182 habitatges en un 37,4% hi vivien nens de menys de 18 anys, en un 51,1% hi vivien parelles casades, en un 18,7% dones solteres, i en un 26,4% no eren unitats familiars. En el 25,8% dels habitatges hi vivien persones soles el 12,6% de les quals corresponia a persones de 65 anys o més que vivien soles. El nombre mitjà de persones vivint en cada habitatge era de 2,52 i el nombre mitjà de persones que vivien en cada família era de 2,99.
Per edats la població es repartia de la següent manera: un 27,6% tenia menys de 18 anys, un 6,1% entre 18 i 24, un 32,2% entre 25 i 44, un 18% de 45 a 60 i un 16,1% 65 anys o més.
L'edat mediana era de 35 anys. Per cada 100 dones de 18 o més anys hi havia 77,1 homes.
La renda mediana per habitatge era de 35.962 $ i la renda mediana per família de 40.481 $. Els homes tenien una renda mediana de 32.031 $ mentre que les dones 22.875 $. La renda per capita de la població era de 14.312 $. Entorn del 4,4% de les famílies i el 7,4% de la població estaven per davall del llindar de pobresa.

## Poblacions més properes
El següent diagrama mostra les poblacions més properes.